# Branislav Tešanić
Branislav Tešanić (Varasd, 1920. február 10. – ?, 1984. augusztus 25.) jugoszláv-horvát nemzetközi labdarúgó-játékvezető.

## Pályafutása

### Nemzeti játékvezetés
Az I. Liga játékvezetőjeként 1964-ben vonult vissza.

#### Mérkőzései az NBI-ben
| Időpont              | Helyszín             | Mérkőzés     | Eredmény | Nézők száma |
| -------------------- | -------------------- | ------------ | -------- | ----------- |
| 1962. november 25.   | Népstadion, Budapest | FTC–MTK      | 0 : 1    | 2 500       |
| 1963. április 14.    | Népstadion, Budapest | Honvéd–Vasas | 1 : 2    | 15 000      |
| 1963. augusztus 28.  | Népstadion, Budapest | Vasas–FTC    | 2 : 2    | 60 000      |
| 1964. szeptember 13. | Népstadion, Budapest | MTK–Vasas    | 2 : 6    | 40 000      |

### Nemzetközi játékvezetés
A Jugoszláv labdarúgó-szövetség Játékvezető Bizottsága (JB) terjesztette fel nemzetközi játékvezetőnek, a Nemzetközi Labdarúgó-szövetség (FIFA) 1960-tól tartotta nyilván bírói keretében. Több válogatott és nemzetközi klubmérkőzést vezetett, vagy működő társának partbíróként segített. A jugoszláv nemzetközi játékvezetők rangsorában, a világbajnokság-Európa-bajnokság sorrendjében többedmagával a 16. helyet foglalja el 1 találkozó szolgálatával. Az aktív nemzetközi játékvezetéstől 1964-ben búcsúzott. Válogatott mérkőzéseinek száma: 4.

#### Labdarúgó-világbajnokság
A világbajnoki döntőhöz vezető úton Chilébe a VII., az 1962-es labdarúgó-világbajnokságra a FIFA JB bíróként alkalmazta. A FIFA JB elvárásának megfelelően, ha nem vezetett mérkőzést, akkor valamelyik társának segített partbíróként. Egy csoportmérkőzésen egyes számú pozícióba kapott küldést. Játékvezetői sérülés esetén továbbvezethette volna a találkozót. Világbajnokságokon vezetett mérkőzéseinek száma: 1 + 1 (partbíró).

##### 1962-es labdarúgó-világbajnokság

###### Világbajnoki mérkőzés
| Időpont         | Helyszín                        | Mérkőzés típusa              | Mérkőzés             | Eredmény | Nézők száma |
| --------------- | ------------------------------- | ---------------------------- | -------------------- | -------- | ----------- |
| 1962. június 3. | Sausalito Stadion, Viña del Mar | csoportmérkőzés (3. csoport) | Spanyolország–Mexikó | 1 : 0    | 11 875      |

#### A magyar labdarúgó-válogatott mérkőzései (1902–1929)
| Időpont           | Helyszín             | Mérkőzés típusa          | Mérkőzés             | Eredmény | Nézők száma |
| ----------------- | -------------------- | ------------------------ | -------------------- | -------- | ----------- |
| 1962. április 18. | Népstadion, Budapest | 380. válogatott mérkőzés | Magyarország–Uruguay | 1 : 1    | 80 000      |